# Cinema of Unease
Cinema of Unease è un film documentario del 1995 diretto da Sam Neill.
Il film è parte di una serie di documentari dedicati alle cinematografie mondiali e prodotto dal British Film Institute.
Il documentario è dedicato al cinema della Nuova Zelanda e il regista mette in evidenza il lato più malinconico e gotico della cinematografia locale, risultato di una ricerca di identità continua da parte del Paese.
Il documentario ha vinto il premio come "Miglior Documentario" nel 1996 TV Guide Film and Television awards.